# Dancing with Strangers
Dancing with Strangers (с англ. — «Танцуя с незнакомцами») — девятый студийный альбом Криса Ри, вышедший в 1987 году.

## Об альбоме
Композиции «I Don’t Care Any More», «Donahue’s Broken Wheel», «Danielle’s Breakfast» не были добавлены в оригинальный выпуск.

## Список композиций
Слова и музыка всех песен — Криса Ри.
| №   | Название                              | Длительность |
| --- | ------------------------------------- | ------------ |
| 1.  | «Joys of Christmas»                   | 5:15         |
| 2.  | «I Can’t Dance to That»               | 4:19         |
| 3.  | «Windy Town»                          | 4:25         |
| 4.  | «Gonna Buy a Hat»                     | 4:25         |
| 5.  | «Curse of the Traveller»              | 6:26         |
| 6.  | «Let’s Dance»                         | 4:07         |
| 7.  | «Que Sera»                            | 5:23         |
| 8.  | «Josie’s Tune»                        | 2:19         |
| 9.  | «Loving You Again»                    | 5:40         |
| 10. | «That Girl of Mine»                   | 3:41         |
| 11. | «September Blue»                      | 3:09         |
| 12. | «I Don’t Care Any More» (бонус-трек)  | 2:10         |
| 13. | «Donahue’s Broken Wheel» (бонус-трек) | 3:02         |
| 14. | «Danielle’s Breakfast» (бонус-трек)   | 4:33         |

## Участники записи
- Крис Ри — вокал, гитара, клавишные, слайд-гитара, синтезатор, аккордеон, микширование
- Роберт Авай — гитара
- Джерри Донахью[англ.] — гитара
- Дейви Спиллэйн[англ.] — гитара, ирландская волынка
- Йохан О’Нейлл — бас-гитара
- Кевин Лич — фортепиано, клавишные
- Макс Миддлтон[англ.] — клавишные
- Мартин Дитчэм — ударные, ударная установка
- Дэйв Мэттекс[англ.] — ударная установка
- Эйдриан Ри — ударная установка
- Стюарт Илзис — инженер
- Жан-Жак Лемуан — инженер
- Джастин Ширли-Смит — инженер
- Джон Келли — микширование
- Вилли Гримстон — координация
- Марк Энтвистл — иллюстрация обложки